# 林士德體育館

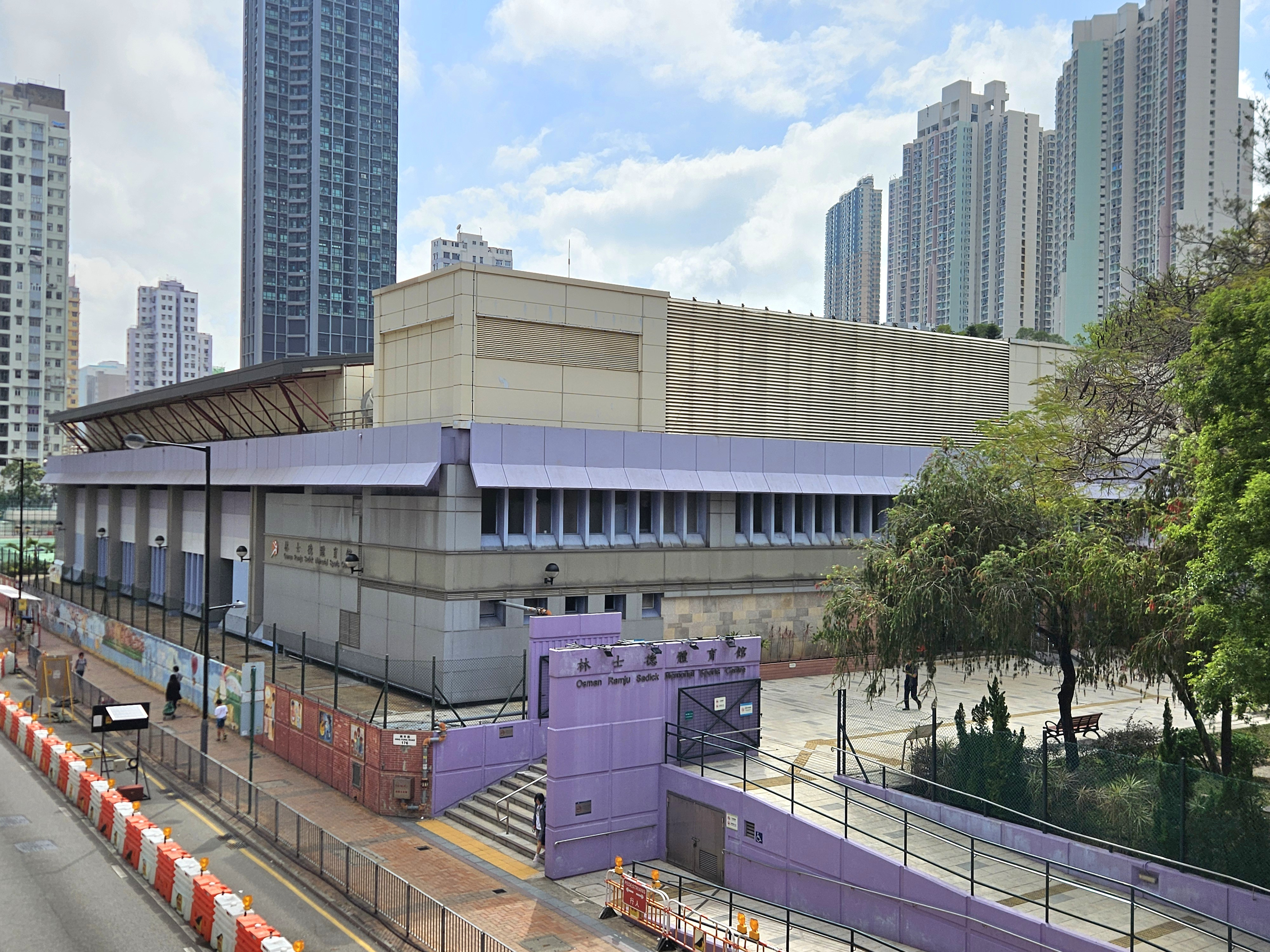
林士德體育館

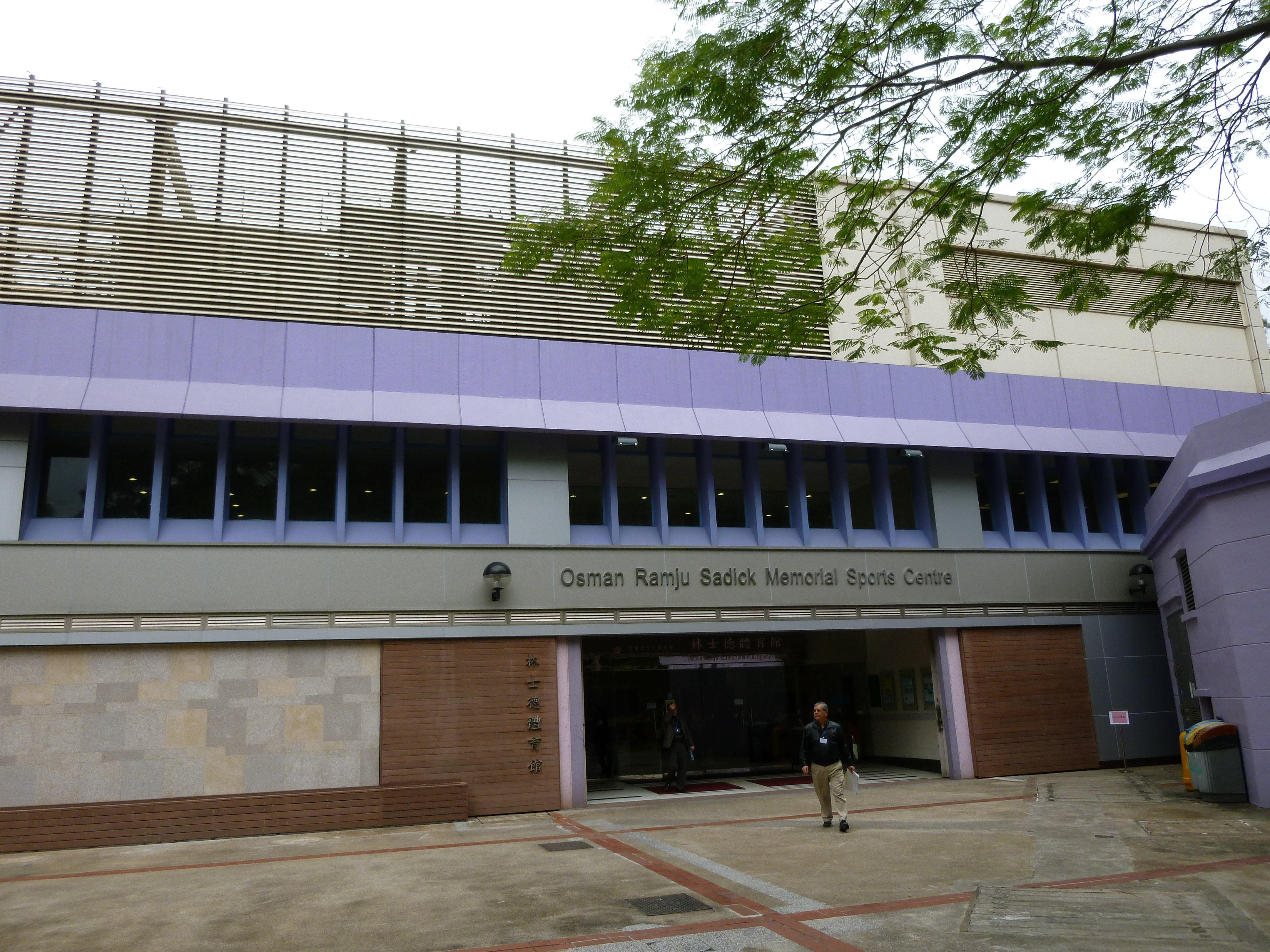
林士德體育館

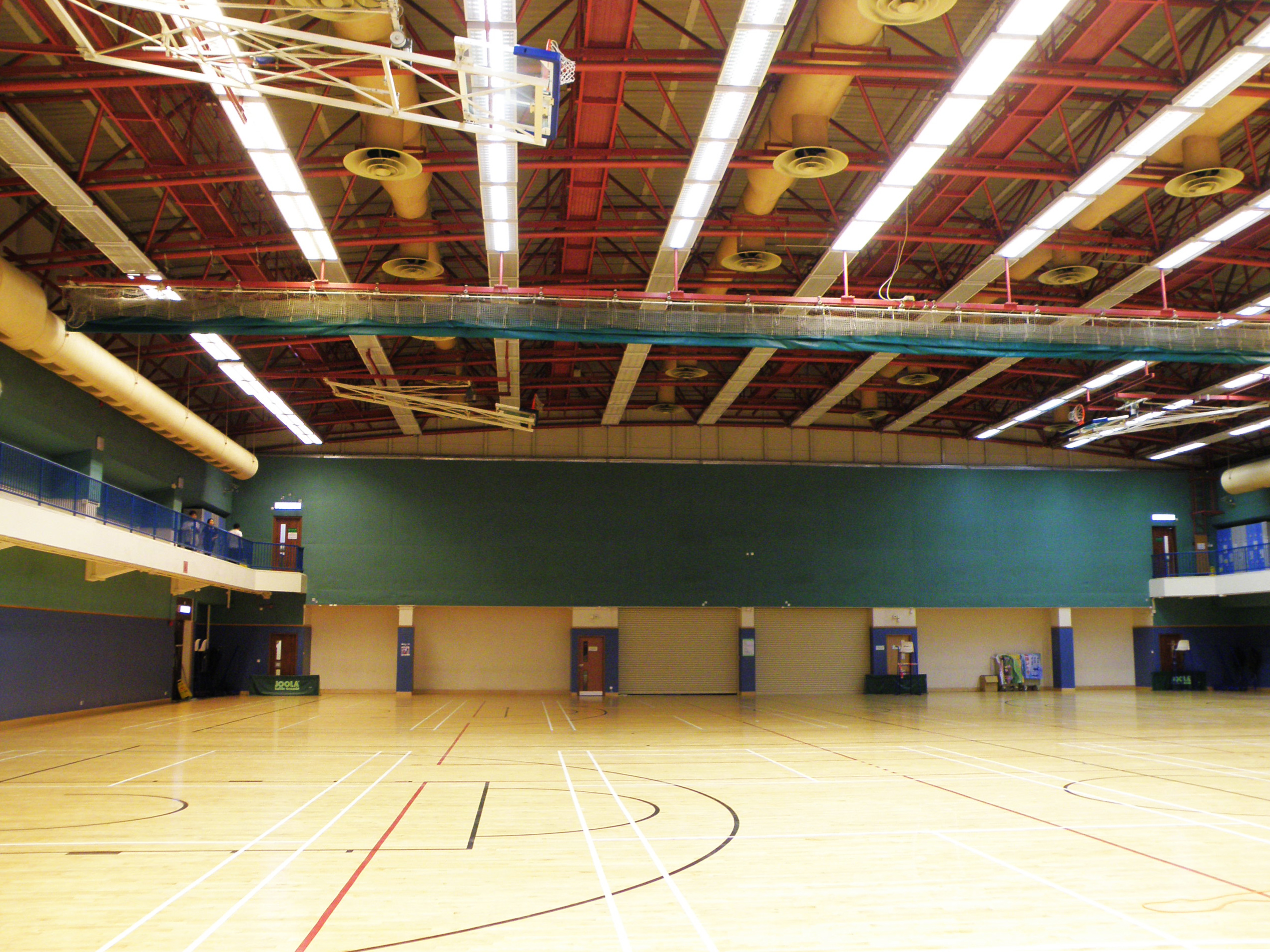
林士德體育館主場

林士德體育館（英語：Osman Ramju Sadick Memorial Sports Centre），位於香港新界葵涌興芳路176號，葵芳邨对面；於1980年10月27日啟用。2010年3月3日至6月25日期间，體育館进行過翻新工程。
體育館以香港前伊斯蘭教領袖林士德（Osman Ramju Sadick）命名。